# Легка кіннота

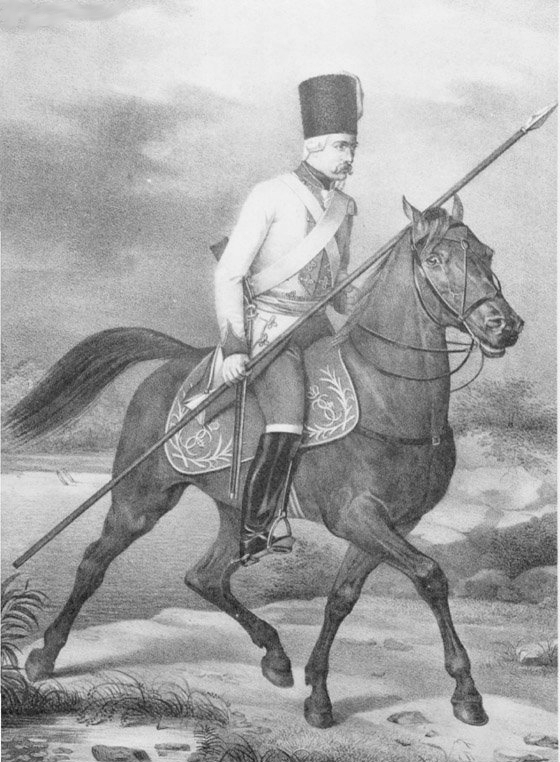
Кінотник пікінерії

Легка кіннота, легка кавалерія — рід військ, який використовував коней швидких і малих за масою порід (450—500 кг у гусарів), зазвичай високих, здатних здійснювати тривалі денні переходи на паші, без істотної втрати бойових якостей. В основному використовувалися як застрільники, для здійснення стратегічної розвідки і зв'язкові функціїй. У бій посилалися (за рідкісним винятком) лише для знищення противника, який втратив стрій (подався назад або втікає), або не має щільного шикування, оскільки коні часто відмовлялися йти на міцно вишиковану піхоту. Зазвичай, на одного вершника припадало два або більше коней, оскільки коні занадто втомлювалися під сідлом.

## Типи
- Кінні аркебузири
- Козаки
- Гусари (ХІХ ст.)
- Драгуни
- Улани
- Гакапеліти

## Відмінності відважкої кінноти
Головна відмінність від важкої ударної кінноти полягало в масі коней, що мали значно меншу вагу (на 150—500 кг, а в раннім Середньовіччі й того більше, європейський дестріє важив на 750 кг більше (у 4 рази) степового монгольського або татарського коня). Вигідною відзнакою легкої кінноти була значно більша витривалість та мобільність: стратегічна, у вигляді можливості використання лише паші, і тактична, на увазі меншої маси. Недоліками ж були абсолютна неможливість вести бій проти щільно вишикованих мас важкої кінноти і піхоти (за дуже рідкісним винятком). Найчастіше значно перевищуючи масою важка кіннота просто збивала з ніг легких ворожих коней, прирікаючи на загибель вершників, задавлених своїм засобом пересування. Так само відрізнялася конструкція сідла (меншою висотою задньої частини) і стремена, які кріпилися значно вище.